# Книга знань (серія дитячих книг)
«Книга знань» — серія дитячих науково фантастичих книг, написаних Олександром Борисовичем Свіріном в співавторстві із Михайлом Ляшенком.
Книги цієї серії виходили з 1962 по 1970 роки в видавництві «Малюк» (до 1963 року видавництво називалось «Дитячий світ»).
Основною особливістю книг цієї серії є подання науково-популярної інформації для дітей в ігровій формі — як процесу вивчення оточуючого нас світу дітьми-інопланетянами.
Судячи по фіналу останньої книги, планувалось продовження, але серія виявилась обірваною і незакінченою.